# غلاسكو الجديدة، نوفاسكوشيا
غلاسكو الجديدة، نوفاسكوشيا هي بلدة، في كندا، تقع في مقاطعة بيكتو، بلغ عدد سكانها 9,075 نسمة، رمزها البريدي هو B2H.

## الموقع
تشترك في الحدود مع:
- ترينتون.

## المناخ
يظهر الجدول التالي التغييرات المناخية على مدار السنة لغلاسكو الجديدة، نوفاسكوشيا:
| البيانات المناخية لـغلاسكو الجديدة، نوفاسكوشيا | البيانات المناخية لـغلاسكو الجديدة، نوفاسكوشيا | البيانات المناخية لـغلاسكو الجديدة، نوفاسكوشيا | البيانات المناخية لـغلاسكو الجديدة، نوفاسكوشيا | البيانات المناخية لـغلاسكو الجديدة، نوفاسكوشيا | البيانات المناخية لـغلاسكو الجديدة، نوفاسكوشيا | البيانات المناخية لـغلاسكو الجديدة، نوفاسكوشيا | البيانات المناخية لـغلاسكو الجديدة، نوفاسكوشيا | البيانات المناخية لـغلاسكو الجديدة، نوفاسكوشيا | البيانات المناخية لـغلاسكو الجديدة، نوفاسكوشيا | البيانات المناخية لـغلاسكو الجديدة، نوفاسكوشيا | البيانات المناخية لـغلاسكو الجديدة، نوفاسكوشيا | البيانات المناخية لـغلاسكو الجديدة، نوفاسكوشيا | البيانات المناخية لـغلاسكو الجديدة، نوفاسكوشيا |
| الشهر                                          | يناير                                          | فبراير                                         | مارس                                           | أبريل                                          | مايو                                           | يونيو                                          | يوليو                                          | أغسطس                                          | سبتمبر                                         | أكتوبر                                         | نوفمبر                                         | ديسمبر                                         | المعدل السنوي                                  |
| ---------------------------------------------- | ---------------------------------------------- | ---------------------------------------------- | ---------------------------------------------- | ---------------------------------------------- | ---------------------------------------------- | ---------------------------------------------- | ---------------------------------------------- | ---------------------------------------------- | ---------------------------------------------- | ---------------------------------------------- | ---------------------------------------------- | ---------------------------------------------- | ---------------------------------------------- |
| الدرجة القصوى °م (°ف)                          | 17.0 (62.6)                                    | 17.5 (63.5)                                    | 28.0 (82.4)                                    | 29.0 (84.2)                                    | 33.0 (91.4)                                    | 34.0 (93.2)                                    | 34.4 (93.9)                                    | 36.0 (96.8)                                    | 34.5 (94.1)                                    | 27.8 (82.0)                                    | 22.8 (73.0)                                    | 18.0 (64.4)                                    | 36.0 (96.8)                                    |
| متوسط درجة الحرارة الكبرى °م (°ف)              | −1.5 (29.3)                                    | −1.1 (30.0)                                    | 2.9 (37.2)                                     | 8.6 (47.5)                                     | 15.6 (60.1)                                    | 20.9 (69.6)                                    | 24.8 (76.6)                                    | 24.5 (76.1)                                    | 20.0 (68.0)                                    | 13.7 (56.7)                                    | 7.4 (45.3)                                     | 1.5 (34.7)                                     | 11.4 (52.5)                                    |
| المتوسط اليومي °م (°ف)                         | −6.2 (20.8)                                    | −5.9 (21.4)                                    | −1.7 (28.9)                                    | 4.2 (39.6)                                     | 10.2 (50.4)                                    | 15.3 (59.5)                                    | 19.3 (66.7)                                    | 19.1 (66.4)                                    | 14.8 (58.6)                                    | 9.2 (48.6)                                     | 3.7 (38.7)                                     | −2.5 (27.5)                                    | 6.6 (43.9)                                     |
| متوسط درجة الحرارة الصغرى °م (°ف)              | −11.0 (12.2)                                   | −10.7 (12.7)                                   | −6.2 (20.8)                                    | −0.3 (31.5)                                    | 4.7 (40.5)                                     | 9.7 (49.5)                                     | 13.8 (56.8)                                    | 13.6 (56.5)                                    | 9.6 (49.3)                                     | 4.7 (40.5)                                     | 0.0 (32.0)                                     | −6.5 (20.3)                                    | 1.8 (35.2)                                     |
| أدنى درجة حرارة °م (°ف)                        | −32.8 (−27.0)                                  | −39.4 (−38.9)                                  | −29.4 (−20.9)                                  | −13.9 (7.0)                                    | −6.7 (19.9)                                    | −3.9 (25.0)                                    | 1.7 (35.1)                                     | 1.1 (34.0)                                     | −5.6 (21.9)                                    | −7.8 (18.0)                                    | −14.0 (6.8)                                    | −30.0 (−22.0)                                  | −39.4 (−38.9)                                  |
| الهطول مم (إنش)                                | 109.7 (4.32)                                   | 94.7 (3.73)                                    | 100.3 (3.95)                                   | 93.7 (3.69)                                    | 83.9 (3.30)                                    | 89.7 (3.53)                                    | 76.6 (3.02)                                    | 81.4 (3.20)                                    | 117.6 (4.63)                                   | 128.6 (5.06)                                   | 135.1 (5.32)                                   | 121.1 (4.77)                                   | 1٬232٫2 (48.51)                                |
| معدل هطول الأمطار مم (إنش)                     | 40.2 (1.58)                                    | 31.6 (1.24)                                    | 50.4 (1.98)                                    | 74.3 (2.93)                                    | 82.7 (3.26)                                    | 89.7 (3.53)                                    | 76.6 (3.02)                                    | 81.4 (3.20)                                    | 117.6 (4.63)                                   | 128.1 (5.04)                                   | 117.5 (4.63)                                   | 63.2 (2.49)                                    | 953.3 (37.53)                                  |
| متوسط تساقط الثلوج سم (إنش)                    | 69.6 (27.4)                                    | 63.1 (24.8)                                    | 49.9 (19.6)                                    | 19.3 (7.6)                                     | 1.2 (0.5)                                      | 0.0 (0.0)                                      | 0.0 (0.0)                                      | 0.0 (0.0)                                      | 0.0 (0.0)                                      | 0.4 (0.2)                                      | 17.6 (6.9)                                     | 57.9 (22.8)                                    | 279.0 (109.8)                                  |
| المصدر: Environment Canada                     |                                                |                                                |                                                |                                                |                                                |                                                |                                                |                                                |                                                |                                                |                                                |                                                |                                                |

## أعلام
- غراهام فرازير
- جايسون ماكدونالد
- كولن وايت
- جورج دبليو. أرشيبالد
- برايان سير
- جون أ. ويلسون
- أليستير فرازير
- كاري بست